# Eleições legislativas de 2015 no Funchal

## Resultados Oficiais
| Partido                 | Partido                         | Votos   | %               | +/-   |
| ----------------------- | ------------------------------- | ------- | --------------- | ----- |
|                         | Partido Social Democrata        | 17 522  | 32,95 / 100,00  | 11,19 |
|                         | Partido Socialista              | 12 599  | 23,69 / 100,00  | 8,29  |
|                         | Bloco de Esquerda               | 6 798   | 12,78 / 100,00  | 7,99  |
|                         | CDS – Partido Popular           | 3 011   | 5,66 / 100,00   | 9,76  |
|                         | Juntos pelo Povo                | 2 616   | 4,92 / 100,00   | Novo  |
|                         | Coligação Democrática Unitária  | 2 588   | 4,87 / 100,00   | 0,41  |
|                         | Partido Democrático Republicano | 1 167   | 2,19 / 100,00   | Novo  |
|                         | Pessoas–Animais–Natureza        | 1 131   | 2,13 / 100,00   | 0,09  |
|                         | PCTP/MRPP                       | 716     | 1,35 / 100,00   | 0,27  |
|                         | Partido da Terra                | 657     | 1,24 / 100,00   | 0,32  |
|                         | Partido Trabalhista Português   | 643     | 1,21 / 100,00   | 0,83  |
|                         | Nós, Cidadãos!                  | 623     | 1,17 / 100,00   | Novo  |
|                         | LIVRE/Tempo de Avançar          | 602     | 1,13 / 100,00   | Novo  |
|                         | Outros                          | 569     | 1,07 / 100,00   |       |
| Votos Inválidos         | Votos Inválidos                 | 1 937   | 3,64 / 100,00   | 0,45  |
| Total                   | Total                           | 53 179  | 100,00 / 100,00 |       |
| Eleitorado/Participação | Eleitorado/Participação         | 106 059 | 50,14 / 100,00  | 5,58  |
| Fonte                   | Fonte                           | [ 1 ]   | [ 1 ]           | [ 1 ] |

## Resultados por Freguesia
Os resultados seguintes referem-se aos partidos que obtiveram mais de 1,00% dos votos:
| Freguesia                  | %     | %     | %     | %    | %    | %    | %    | %    | %    | %    | %    | %    | %    | Votantes |
| Freguesia                  | PSD   | PS    | BE    | CDS  | JPP  | CDU  | PDR  | PAN  | PCTP | MPT  | PTP  | NC   | L    | Votantes |
| -------------------------- | ----- | ----- | ----- | ---- | ---- | ---- | ---- | ---- | ---- | ---- | ---- | ---- | ---- | -------- |
| Imaculado Coração de Maria | 32,04 | 26,26 | 13,66 | 5,08 | 3,96 | 5,67 | 1,72 | 1,98 | 1,32 | 0,89 | 0,99 | 0,79 | 0,96 | 3 031    |
| Monte                      | 33,02 | 22,88 | 11,94 | 4,97 | 6,03 | 5,47 | 1,46 | 2,82 | 1,69 | 1,49 | 1,23 | 1,16 | 1,16 | 3 016    |
| Santa Luzia                | 33,60 | 24,10 | 11,76 | 7,48 | 5,67 | 4,56 | 1,74 | 2,19 | 1,29 | 0,73 | 0,77 | 0,83 | 0,73 | 2 875    |
| Santa Maria Maior          | 31,60 | 27,06 | 12,91 | 5,91 | 4,89 | 4,14 | 1,53 | 1,86 | 1,32 | 0,67 | 1,35 | 1,11 | 1,03 | 6 599    |
| Santo António              | 32,51 | 20,73 | 12,90 | 5,49 | 4,33 | 5,93 | 3,00 | 2,31 | 1,51 | 1,86 | 1,45 | 1,62 | 1,15 | 12 776   |
| São Gonçalo                | 32,24 | 25,81 | 12,76 | 4,91 | 5,47 | 3,73 | 1,85 | 2,06 | 1,42 | 1,39 | 1,56 | 0,89 | 1,03 | 2 813    |
| São Martinho               | 33,68 | 23,83 | 12,93 | 6,02 | 5,20 | 3,95 | 2,16 | 2,23 | 1,15 | 0,89 | 1,04 | 1,07 | 1,28 | 12 648   |
| São Pedro                  | 31,49 | 25,92 | 13,78 | 5,60 | 5,14 | 5,26 | 2,30 | 1,45 | 1,11 | 0,82 | 1,02 | 1,14 | 1,19 | 3 519    |
| São Roque                  | 33,40 | 22,61 | 12,57 | 4,33 | 4,94 | 5,66 | 2,43 | 2,10 | 1,63 | 2,06 | 1,19 | 1,13 | 1,11 | 4 614    |
| Sé                         | 41,54 | 22,59 | 9,78  | 8,15 | 4,19 | 3,03 | 1,48 | 1,32 | 0,62 | 0,54 | 1,09 | 0,62 | 1,40 | 1 288    |
| Funchal                    | 32,95 | 23,69 | 12,78 | 5,66 | 4,92 | 4,87 | 2,19 | 2,13 | 1,35 | 1,24 | 1,21 | 1,17 | 1,13 | 53 179   |

#### Imaculado Coração de Maria
| Partido                 | Partido                         | Votos | %               | +/-   |
| ----------------------- | ------------------------------- | ----- | --------------- | ----- |
|                         | Partido Social Democrata        | 971   | 32,04 / 100,00  | 12,85 |
|                         | Partido Socialista              | 796   | 26,26 / 100,00  | 10,89 |
|                         | Bloco de Esquerda               | 414   | 13,66 / 100,00  | 9,29  |
|                         | Coligação Democrática Unitária  | 172   | 5,67 / 100,00   | 1,13  |
|                         | CDS – Partido Popular           | 154   | 5,08 / 100,00   | 11,79 |
|                         | Juntos pelo Povo                | 120   | 3,96 / 100,00   | Novo  |
|                         | Pessoas–Animais–Natureza        | 60    | 1,98 / 100,00   | 0,03  |
|                         | Partido Democrático Republicano | 52    | 1,72 / 100,00   | Novo  |
|                         | PCTP/MRPP                       | 40    | 1,32 / 100,00   | 0,15  |
|                         | Outros                          | 141   | 4,98 / 100,00   |       |
| Votos Inválidos         | Votos Inválidos                 | 101   | 3,66 / 100,00   | 0,93  |
| Total                   | Total                           | 3 031 | 100,00 / 100,00 |       |
| Eleitorado/Participação | Eleitorado/Participação         | 6 111 | 49,60 / 100,00  | 4,47  |

#### Monte
| Partido                 | Partido                         | Votos | %               | +/-   |
| ----------------------- | ------------------------------- | ----- | --------------- | ----- |
|                         | Partido Social Democrata        | 996   | 33,02 / 100,00  | 11,72 |
|                         | Partido Socialista              | 690   | 22,88 / 100,00  | 8,98  |
|                         | Bloco de Esquerda               | 360   | 11,94 / 100,00  | 7,27  |
|                         | Juntos pelo Povo                | 182   | 6,03 / 100,00   | Novo  |
|                         | Coligação Democrática Unitária  | 165   | 5,47 / 100,00   | 0,33  |
|                         | CDS – Partido Popular           | 150   | 4,97 / 100,00   | 8,23  |
|                         | Pessoas–Animais–Natureza        | 85    | 2,82 / 100,00   | 0,31  |
|                         | PCTP/MRPP                       | 51    | 1,69 / 100,00   | 0,25  |
|                         | Partido da Terra                | 45    | 1,49 / 100,00   | 0,78  |
|                         | Partido Democrático Republicano | 44    | 1,46 / 100,00   | Novo  |
|                         | Partido Trabalhista Português   | 37    | 1,23 / 100,00   | 0,75  |
|                         | LIVRE/Tempo de Avançar          | 35    | 1,16 / 100,00   | Novo  |
|                         | Nós, Cidadãos!                  | 35    | 1,16 / 100,00   | Novo  |
|                         | Outros                          | 36    | 1,20 / 100,00   |       |
| Votos Inválidos         | Votos Inválidos                 | 105   | 3,48 / 100,00   | 0,32  |
| Total                   | Total                           | 3 016 | 100,00 / 100,00 |       |
| Eleitorado/Participação | Eleitorado/Participação         | 6 122 | 49,26 / 100,00  | 6,77  |

#### Santa Luzia
| Partido                 | Partido                         | Votos | %               | +/-   |
| ----------------------- | ------------------------------- | ----- | --------------- | ----- |
|                         | Partido Social Democrata        | 966   | 33,60 / 100,00  | 11,97 |
|                         | Partido Socialista              | 693   | 24,10 / 100,00  | 7,35  |
|                         | Bloco de Esquerda               | 338   | 11,76 / 100,00  | 7,16  |
|                         | CDS – Partido Popular           | 215   | 7,48 / 100,00   | 9,61  |
|                         | Juntos pelo Povo                | 163   | 5,67 / 100,00   | Novo  |
|                         | Coligação Democrática Unitária  | 131   | 4,56 / 100,00   | 0,75  |
|                         | Pessoas–Animais–Natureza        | 63    | 2,19 / 100,00   | 0,48  |
|                         | Partido Democrático Republicano | 50    | 1,74 / 100,00   | Novo  |
|                         | PCTP/MRPP                       | 37    | 1,29 / 100,00   | 0,25  |
|                         | Outros                          | 111   | 3,86 / 100,00   |       |
| Votos Inválidos         | Votos Inválidos                 | 108   | 3,76 / 100,00   | 1,24  |
| Total                   | Total                           | 2 875 | 100,00 / 100,00 |       |
| Eleitorado/Participação | Eleitorado/Participação         | 5 747 | 50,03 / 100,00  | 5,19  |

#### Santa Maria Maior
| Partido                 | Partido                         | Votos  | %               | +/-   |
| ----------------------- | ------------------------------- | ------ | --------------- | ----- |
|                         | Partido Social Democrata        | 2 085  | 31,60 / 100,00  | 11,95 |
|                         | Partido Socialista              | 1 786  | 27,06 / 100,00  | 10,75 |
|                         | Bloco de Esquerda               | 852    | 12,91 / 100,00  | 7,71  |
|                         | CDS – Partido Popular           | 390    | 5,91 / 100,00   | 9,70  |
|                         | Juntos pelo Povo                | 323    | 4,89 / 100,00   | Novo  |
|                         | Coligação Democrática Unitária  | 273    | 4,14 / 100,00   | 0,03  |
|                         | Pessoas–Animais–Natureza        | 123    | 1,86 / 100,00   | 0,17  |
|                         | Partido Democrático Republicano | 101    | 1,53 / 100,00   | Novo  |
|                         | Partido Trabalhista Português   | 89     | 1,35 / 100,00   | 0,97  |
|                         | PCTP/MRPP                       | 87     | 1,32 / 100,00   | 0,18  |
|                         | Nós, Cidadãos!                  | 73     | 1,11 / 100,00   | Novo  |
|                         | LIVRE/Tempo de Avançar          | 68     | 1,03 / 100,00   | Novo  |
|                         | Outros                          | 110    | 1,67 / 100,00   |       |
| Votos Inválidos         | Votos Inválidos                 | 239    | 3,63 / 100,00   | 0,28  |
| Total                   | Total                           | 6 599  | 100,00 / 100,00 |       |
| Eleitorado/Participação | Eleitorado/Participação         | 12 969 | 50,88 / 100,00  | 5,11  |

#### Santo António
| Partido                 | Partido                         | Votos  | %               | +/-   |
| ----------------------- | ------------------------------- | ------ | --------------- | ----- |
|                         | Partido Social Democrata        | 4 153  | 32,51 / 100,00  | 10,14 |
|                         | Partido Socialista              | 2 648  | 20,73 / 100,00  | 5,48  |
|                         | Bloco de Esquerda               | 1 648  | 12,90 / 100,00  | 8,27  |
|                         | Coligação Democrática Unitária  | 757    | 5,93 / 100,00   | 1,56  |
|                         | CDS – Partido Popular           | 701    | 5,49 / 100,00   | 8,46  |
|                         | Juntos pelo Povo                | 553    | 4,33 / 100,00   | Novo  |
|                         | Partido Democrático Republicano | 383    | 3,00 / 100,00   | Novo  |
|                         | Pessoas–Animais–Natureza        | 295    | 2,31 / 100,00   | 0,09  |
|                         | Partido da Terra                | 237    | 1,86 / 100,00   | 0,29  |
|                         | Nós, Cidadãos!                  | 207    | 1,62 / 100,00   | Novo  |
|                         | PCTP/MRPP                       | 193    | 1,51 / 100,00   | 0,55  |
|                         | Partido Trabalhista Português   | 185    | 1,45 / 100,00   | 0,68  |
|                         | LIVRE/Tempo de Avançar          | 147    | 1,15 / 100,00   | Novo  |
|                         | Outros                          | 171    | 1,34 / 100,00   |       |
| Votos Inválidos         | Votos Inválidos                 | 498    | 3,90 / 100,00   | 0,03  |
| Total                   | Total                           | 12 776 | 100,00 / 100,00 |       |
| Eleitorado/Participação | Eleitorado/Participação         | 24 853 | 51,41 / 100,00  | 5,78  |

#### São Gonçalo
| Partido                 | Partido                         | Votos | %               | +/-   |
| ----------------------- | ------------------------------- | ----- | --------------- | ----- |
|                         | Partido Social Democrata        | 907   | 32,24 / 100,00  | 10,09 |
|                         | Partido Socialista              | 726   | 25,81 / 100,00  | 8,78  |
|                         | Bloco de Esquerda               | 359   | 12,76 / 100,00  | 7,35  |
|                         | Juntos pelo Povo                | 154   | 5,47 / 100,00   | Novo  |
|                         | CDS – Partido Popular           | 138   | 4,91 / 100,00   | 9,15  |
|                         | Coligação Democrática Unitária  | 105   | 3,73 / 100,00   | 1,59  |
|                         | Pessoas–Animais–Natureza        | 58    | 2,06 / 100,00   | 0,07  |
|                         | Partido Democrático Republicano | 52    | 1,85 / 100,00   | Novo  |
|                         | Partido Trabalhista Português   | 44    | 1,56 / 100,00   | 1,08  |
|                         | PCTP/MRPP                       | 40    | 1,42 / 100,00   | 0,35  |
|                         | Partido da Terra                | 39    | 1,39 / 100,00   | 0,41  |
|                         | LIVRE/Tempo de Avançar          | 29    | 1,03 / 100,00   | Novo  |
|                         | Outros                          | 52    | 1,85 / 100,00   |       |
| Votos Inválidos         | Votos Inválidos                 | 110   | 3,92 / 100,00   | 0,68  |
| Total                   | Total                           | 2 813 | 100,00 / 100,00 |       |
| Eleitorado/Participação | Eleitorado/Participação         | 5 911 | 47,59 / 100,00  | 6,67  |

#### São Martinho
| Partido                 | Partido                         | Votos  | %               | +/-   |
| ----------------------- | ------------------------------- | ------ | --------------- | ----- |
|                         | Partido Social Democrata        | 4 260  | 33,68 / 100,00  | 11,38 |
|                         | Partido Socialista              | 3 014  | 23,83 / 100,00  | 9,48  |
|                         | Bloco de Esquerda               | 1 636  | 12,93 / 100,00  | 7,84  |
|                         | CDS – Partido Popular           | 761    | 6,02 / 100,00   | 10,83 |
|                         | Juntos pelo Povo                | 658    | 5,20 / 100,00   | Novo  |
|                         | Coligação Democrática Unitária  | 500    | 3,95 / 100,00   | 0,17  |
|                         | Pessoas–Animais–Natureza        | 282    | 2,23 / 100,00   | 0,39  |
|                         | Partido Democrático Republicano | 273    | 2,16 / 100,00   | Novo  |
|                         | LIVRE/Tempo de Avançar          | 162    | 1,28 / 100,00   | Novo  |
|                         | PCTP/MRPP                       | 146    | 1,15 / 100,00   | 0,29  |
|                         | Nós, Cidadãos!                  | 135    | 1,07 / 100,00   | Novo  |
|                         | Partido Trabalhista Português   | 131    | 1,04 / 100,00   | 0,97  |
|                         | Outros                          | 232    | 1,83 / 100,00   |       |
| Votos Inválidos         | Votos Inválidos                 | 458    | 3,62 / 100,00   | 0,79  |
| Total                   | Total                           | 12 648 | 100,00 / 100,00 |       |
| Eleitorado/Participação | Eleitorado/Participação         | 25 293 | 50,01 / 100,00  | 5,56  |

#### São Pedro
| Partido                 | Partido                         | Votos | %               | +/-   |
| ----------------------- | ------------------------------- | ----- | --------------- | ----- |
|                         | Partido Social Democrata        | 1 108 | 31,49 / 100,00  | 12,58 |
|                         | Partido Socialista              | 912   | 25,92 / 100,00  | 8,89  |
|                         | Bloco de Esquerda               | 485   | 13,78 / 100,00  | 9,04  |
|                         | CDS – Partido Popular           | 197   | 5,60 / 100,00   | 10,64 |
|                         | Coligação Democrática Unitária  | 185   | 5,26 / 100,00   | 0,06  |
|                         | Juntos pelo Povo                | 181   | 5,14 / 100,00   | Novo  |
|                         | Partido Democrático Republicano | 81    | 2,30 / 100,00   | Novo  |
|                         | Pessoas–Animais–Natureza        | 51    | 1,45 / 100,00   | 0,50  |
|                         | LIVRE/Tempo de Avançar          | 42    | 1,19 / 100,00   | Novo  |
|                         | Nós, Cidadãos!                  | 40    | 1,14 / 100,00   | Novo  |
|                         | PCTP/MRPP                       | 39    | 1,11 / 100,00   | 0,08  |
|                         | Partido Trabalhista Português   | 36    | 1,02 / 100,00   | 0,70  |
|                         | Outros                          | 62    | 1,76 / 100,00   |       |
| Votos Inválidos         | Votos Inválidos                 | 100   | 2,85 / 100,00   | 0,19  |
| Total                   | Total                           | 3 519 | 100,00 / 100,00 |       |
| Eleitorado/Participação | Eleitorado/Participação         | 7 447 | 47,25 / 100,00  | 4,61  |

#### São Roque
| Partido                 | Partido                         | Votos | %               | +/-   |
| ----------------------- | ------------------------------- | ----- | --------------- | ----- |
|                         | Partido Social Democrata        | 1 541 | 33,40 / 100,00  | 11,61 |
|                         | Partido Socialista              | 1 043 | 22,61 / 100,00  | 6,89  |
|                         | Bloco de Esquerda               | 580   | 12,57 / 100,00  | 8,26  |
|                         | Coligação Democrática Unitária  | 261   | 5,66 / 100,00   | 0,04  |
|                         | Juntos pelo Povo                | 228   | 4,94 / 100,00   | Novo  |
|                         | CDS – Partido Popular           | 200   | 4,33 / 100,00   | 9,11  |
|                         | Partido Democrático Republicano | 112   | 2,43 / 100,00   | Novo  |
|                         | Pessoas–Animais–Natureza        | 97    | 2,10 / 100,00   | 0,05  |
|                         | Partido da Terra                | 95    | 2,06 / 100,00   | 0,14  |
|                         | PCTP/MRPP                       | 75    | 1,63 / 100,00   | 0,62  |
|                         | Partido Trabalhista Português   | 55    | 1,19 / 100,00   | 0,90  |
|                         | Nós, Cidadãos!                  | 52    | 1,13 / 100,00   | Novo  |
|                         | LIVRE/Tempo de Avançar          | 51    | 1,11 / 100,00   | Novo  |
|                         | Outros                          | 51    | 1,11 / 100,00   |       |
| Votos Inválidos         | Votos Inválidos                 | 173   | 3,75 / 100,00   | 0,72  |
| Total                   | Total                           | 4 614 | 100,00 / 100,00 |       |
| Eleitorado/Participação | Eleitorado/Participação         | 8 623 | 53,51 / 100,00  | 6,33  |

#### Sé
| Partido                 | Partido                         | Votos | %               | +/-   |
| ----------------------- | ------------------------------- | ----- | --------------- | ----- |
|                         | Partido Social Democrata        | 535   | 41,54 / 100,00  | 6,16  |
|                         | Partido Socialista              | 291   | 22,59 / 100,00  | 9,55  |
|                         | Bloco de Esquerda               | 126   | 9,78 / 100,00   | 6,24  |
|                         | CDS – Partido Popular           | 105   | 8,15 / 100,00   | 13,82 |
|                         | Juntos pelo Povo                | 54    | 4,19 / 100,00   | Novo  |
|                         | Coligação Democrática Unitária  | 39    | 3,03 / 100,00   | 0,23  |
|                         | Partido Democrático Republicano | 19    | 1,48 / 100,00   | Novo  |
|                         | LIVRE/Tempo de Avançar          | 18    | 1,40 / 100,00   | Novo  |
|                         | Pessoas–Animais–Natureza        | 17    | 1,32 / 100,00   | 0,17  |
|                         | Partido Trabalhista Português   | 14    | 1,09 / 100,00   | 0,11  |
|                         | Outros                          | 35    | 2,72 / 100,00   |       |
| Votos Inválidos         | Votos Inválidos                 | 35    | 2,72 / 100,00   | 0,31  |
| Total                   | Total                           | 1 288 | 100,00 / 100,00 |       |
| Eleitorado/Participação | Eleitorado/Participação         | 2 983 | 43,18 / 100,00  | 5,01  |